# Cabo Verde (boletim)
Cabo Verde : boletim de propaganda e informação começou a publicar-se em 1949 na cidade de Praia, da autoria da Imprensa Nacional de Cabo Verde tendo como diretor Bento Levy.